# Danh sách đơn vị hành chính cấp hương của Thiên Tân

## Thiên Tân
| Thành phố trực thuộc Trung ương Thiên Tân quản lí trực tiếp 16 đơn vị hành chính cấp huyện, toàn bộ đều là quận. Các quận này được chia thành 243 đơn vị hành chính cấp hương, bao gồm 120 nhai đạo, 125 trấn và 3 hương. | |
| Hòa Bình | Nhai đạo |
| Hòa Bình | Khuyến Nghiệp Tràng, Tiểu Bạch Lâu, Ngũ Đại Đạo, Tân Hưng, Nam Doanh Môn, Nam Thị |
| Hà Đông | Nhai đạo |
| Hà Đông | Đại Trang Vương, Đại Trực Cô, Trung Sơn Môn, Phú Dân Lộ, Nhị Hào Kiều, Xuân Hoa, Đường Gia Khẩu, Hướng Dương Lâu, Thường Châu Đạo, Đông Tân, Lỗ Sơn Đạo, Thiên Tân Thiết Hán |
| Hà Tây | Nhai đạo |
| Hà Tây | Đại Doanh Môn, Hạ Ngõa Phòng, Đào Viên, Quải Giáp Tự, Mã Tràng, Việt Tú Lộ, Hữu Nghị Lộ, Thiên Tháp, Tiêm Sơn, Trần Đường Trang, Liễu Lâm, Đông Hải, Mai Giang, Thái Hồ Lộ |
| Nam Khai | Nhai đạo |
| Nam Khai | Trường Hồng, Cổ Lâu, Hưng Nam, Quảng Khai, Vạn Hưng, Học Phủ, Hướng Dương Lộ, Gia Lăng Đạo, Vương Đỉnh Đê, Thủy Thượng Công Viên, Thể Dục Trung Tâm, Hoa Uyển |
| Hà Bắc | Nhai đạo |
| Hà Bắc | Quang Phục Đạo, Vọng Hải Lâu, Hồng Thuận Lý, Tân Khai Hà, Thiết Đông Lộ, Kiến Xương Đạo, Ninh Viên, Vương Xuyến Tràng, Giang Đô Lộ, Nguyệt Nha Hà |
| Hồng Kiều | Nhai đạo |
| Hồng Kiều | Tây Vu Trang, Song Hoàn Thôn, Hàm Dương Bắc Lộ, Đinh Tự Cô, Tây Cô, Tam Điều Thạch, Thiệu Công Trang, Giới Viên, Linh Đang Các, Hòa Uyển |
| Đông Lệ | Nhai đạo |
| Đông Lệ | Trương Quý Trang, Phong Niên Thôn, Vạn Tân, Vô Hà, Tân Lập, Hoa Minh, Kim Chung, Quân Lương Thành, Kim Kiều, Hoa Tân, Đông Lệ Hồ |
| Tây Thanh | Nhai đạo |
| Tây Thanh | Tây Doanh Môn, Lý Thất Trang, Xích Long Nam |
| Tây Thanh | Trấn |
| Tây Thanh | Trung Bắc, Dương Liễu Thanh, Tân Khẩu, Trương Gia Oa, Tinh Vũ, Đại Tự, Vương Ổn Trang |
| Tân Nam | Nhai đạo |
| Tân Nam | Song Tân, Song Lâm |
| Tân Nam | Trấn |
| Tân Nam | Hàm Thủy Cô, Cát Cô, Tiểu Trạm, Song Cảng, Tân Trang, Song Kiều Hà, Bát Lý Đài, Bắc Áp Khẩu |
| Bắc Thần | Nhai đạo |
| Bắc Thần | Quả Viên Tân Thôn, Tập Hiền Lý, Phổ Đông, Thụy Cảnh, Giai Vinh Lý, Thanh Nguyên, Quảng Nguyên |
| Bắc Thần | Trấn |
| Bắc Thần | Thiên Mục, Bắc Thương, Song Nhai, Song Khẩu, Thanh Quang, Nghi Hưng Phụ, Tiểu Điến, Đại Trương Trang, Tây Đê Đầu |
| Vũ Thanh | Nhai đạo |
| Vũ Thanh | Dương Thôn, Hạ Chu Trang, Đông Bồ Oa, Hoàng Trang, Từ Quan Truân, Vận Hà Tây |
| Vũ Thanh | Trấn |
| Vũ Thanh | Mai Hán, Đại Đảm, Thôi Hoàng Khẩu, Đại Lương, Hạ Ngũ Kỳ, Nam Thái Thôn, Đại Mạnh Trang, Tứ Thôn Điếm, Hà Tây Vụ, Thành Quan, Đông Mã Quyển, Hoàng Hoa Điếm, Thạch Các Trang, Vương Khánh Đà, Xá Cô Cảng, Hà Bắc Truân, Thượng Mã Đài, Đại Vương Cổ Trang, Trần Trớ, Đậu Trương Trang, Tào Tử Lý, Đại Hoàng Bảo, Cao Thôn, Bạch Cổ Truân              |
| Bảo Trì | Nhai đạo |
| Bảo Trì | Hải Tân, Bảo Bình, Ngọc Hoa, Chu Lương, Triều Dương, Triêu Hà |
| Bảo Trì | Trấn |
| Bảo Trì | Đại Khẩu Truân, Vương Bặc Trang, Phương Gia Trang, Lâm Đình Khẩu, Bát Môn Thành, Đại Chung Trang, Tân An, Hoắc Các Trang, Tân Khai Khẩu, Đại Đường Trang, Ngưu Đạo Khẩu, Sử Các Trang, Hách Các Trang, Ngưu Gia Bài, Nhĩ Vương Trang, Hoàng Trang, Khẩu Đông, Đại Bạch Trang                                                                         |
| Tân Hải | Nhai đạo |
| Tân Hải | Đường Cô, Hàng Châu Đạo, Tân Hà, Đại Cô, Tân Bắc, Bắc Đường, Hồ Gia Viên, Tân Cảng, Tân Thôn, khu phát triển kinh tế kĩ thuật phía đông Thiên Tân, Hán Cô, Trại Thượng, Trà Điến, Đại Cảng, Cổ lâm, Hải Tân |
| Tân Hải | Trấn |
| Tân Hải | Tân Thành, Dương Gia Bạc, Thái Bình, Tiểu Vương Trang, Trung Đường |
| Ninh Hà | Nhai đạo |
| Ninh Hà | Lô Đài, Kiều Bắc |
| Ninh Hà | Trấn |
| Ninh Hà | Ninh Hà, Miêu Trang, Phong Đài, Nhạc Long, Bản Kiều, Phan Trang, Tạo Giáp Thành, Thất Lý Hải, Đại Bắc Giản Cô, Đông Cức Đà, Bắc Hoài Điến, Biểu Khẩu, Liêm Trang |
| Tĩnh Hải | Nhai đạo |
| Tĩnh Hải | Hoa Khang |
| Tĩnh Hải | Trấn |
| Tĩnh Hải | Tĩnh Hải, Đường Quan Truân, Độc Lưu, Vương Khẩu, Đài Đầu, Tử Nha, Trần Quan Truân, Trung Vượng, Đại Khâu Trang, Thái Công Trang, Lương Đầu, Đoàn Bạc, Song Đường, Đại Phong Đôi, Duyên Trang, Tây Địch Trang |
| Tĩnh Hải | Hương |
| Tĩnh Hải | Lương Vương Trang, Dương Thành Trang |
| Kế Châu | Nhai đạo |
| Kế Châu | Văn Xương |
| Kế Châu | Trấn |
| Kế Châu | Ngư Dương, Nhân Lưu, Quan Trang, Mã Thân Kiều, Hạ Doanh, Bang Quân, Biệt Sơn, Vưu Cổ Trang, Thượng Thương, Hạ Thương, La Trang Tử, Bạch Giản, Hầu Gia Doanh, Tang Tử, Đông Thi cổ trấn, Hạ Oa Đầu, Dương Tân Trang, Xuất Đầu Lĩnh, Tây Long Hổ Dục, Xuyên Phương Dục, Đông Nhị Doanh, Hứa Gia Đài, Lễ Minh Trang, Đông Triệu Các Trang, Châu Hà Loan |
| Kế Châu | Hương |
| Kế Châu | Tôn Các Trang |